# Isla Schwanau
Isla Schwanau (en alemán: Schwanau insel) es la mayor de las 2 islas ubicadas en el Lago Lauerz (Lauerzersee)  pertenece al municipio Lauerz en el Cantón de Schwyz. La otra isla, Roggenburg está situada, a 130 metros al sureste de Schwanau. Está deshabitada posee 200 metros de largo y 55 metros de ancho, y una superficie estimada en 5.728 m². Se encuentra a 125 metros de la orilla sur del lago. Las Ruinas de una capilla y un castillo aún se pueden apreciar en la isla.